# Боровлянське
Боровля́нське (рос. Боровлянское) — село у складі Пишминського міського округу Свердловської області.
Населення — 685 осіб (2010, 745 у 2002).
Національний склад станом на 2002 рік: росіяни — 96 %.